# Vampirske kronike
Vampirske kronike su serija romana autorice Anne Rice o vampirima. 
Glavni pokretač radnji, te glavni lik je Lestat de Lioncourt, francuski gospodin, koji u 18.-tom stoljeću biva pretvoren u vampira. 
Autorica je počela s pisanjem kronika sedamdesetih godina prošlog tisućljeća. Prvih pet knjiga su najpopularnije, dok su one kasnije kritizirane od strane publike zbog gubitka zanimljivosti. 
Vampirske kronike čine:
- Intervju s vampirom (Interview with a Vampire) (1976.)
- Vampir Lestat (Vampire Lestat) (1985.)
- Kraljica prokletih (The Queen of Damned) (1988.)
- Priča kradljivca tijela (The Tale of the Body Thief) (1992.)
- Vrag Memnoch (Memnoch the Devil) (1995.)
- Vampir Armand (Vampire Armand) (1998.)
- Merrick (Merrick) (2000.)
- Krv i zlato (Blood and Gold) (2001.)
- Blackwoodska farma (Blackwood Farm) (2002.)
- Krvni (Blood Canticle) (2003.).

### Intervju s Vampirom
Ovo je priča o vampiru Louisu, o njegovom putovanju iz smrtničkog u besmrtni život. Louisa je iz običnog smrtnika u vampira pretvorio Lestat. Louis priča o svom životu u New Orleansu, gdje i upoznaje Claudiu, ženu zatočenu u tijelu djevojčice, prema kojoj osjeća ljubav te prema kojoj pokazuje svoju ljudsku, osjećajnu stranu. Njih dvoje stvaraju moćan savez, u kojeg ne uključuju Lestata. Odlučuju pobjeći u Francusku. Claudia otruje Lestata i njih dvoje bježe, u potrazi za svojom vrstom i sebi sličnima. 
Nakon dolaska u Pariz, javlja im se najstariji živući vampir, vampir Armand i odvodi ih u Théâtre des Vampires - kazalište u kojem vampiri glume smrtnike za publiku, i tako na pozornici ubijaju žrtve. 
Ponovno se pojavljuje Lestat, za kojeg se mislilo da je umro. Priča završava tragičnom smrću Claudie. Kasnije, po povratku u New Orleans, Louis sreće Lestata koji je propao i hrani se životinjama.

### Vampir Lestat
Vampir Lestat, s kojim nas autorica upoznaje u Intervju s vampirom sada priča svoju priču. Ovo je druga knjiga Kronike. Dok u prvoj knjizi vidimo okrutnog i mračnog Lestata, Anne Rice ovdje prikazuje i njegovu svjetliju stranu. Upoznajemo se s likom punim suosjećanja, morala i romantike. Nakon dugo izbivanja, Lestat se budi i odluči postati rock zvijezda pod kojom su milijuni obožavatelja. Prekidajući vampirski kod šutnje, Lestat se otkriva svijetu smrtnika kako bi otkrio tajnu postojanja. 
Roman obuhvaća razdoblje od 18.-tog stoljeća u Francuskoj, Lestatovo djetinjstvo, dječaštvo i mladost. U potrazi za drugim vampirima, upoznaje nas i s Gabrielle i Nicolasom. Lestat kruži Europom tražeći svoje potomke, te pokušava otkriti nastanak vampira. Kroz svoja putovanja stječe i neprijatelje.

### Kraljica Prokletih
Treća knjiga Kronike.
Lestat se priprema za kocert u San Franciscu, ne znajući za stotine vampira koji će prisustvovati tom događaju, te koji se spremaju njega uništiti.
Lestatovo putovanje u spilju ispod Grčkog otoka i njegov zadatak da pronađe izvorne vampire budi Akashu, Kraljicu prokletih, majku svih vampira iz njezinog 6000 godina dugog sna. Budna i ljuta, Akasha planira spasiti čovječanstvo tako da svog sina/ljubavnika uzdiže do božanskih mjera.